# Deutsches Spring-Derby 2022
Das 91. Deutsche Spring-Derby war eine am 29. Mai 2022 in Hamburg ausgetragene internationale Springprüfung mit Stechen.

## Einordnung, Teilnehmerfeld
Das Deutsche Spring-Derby 2022 war die Hauptprüfung des CSI 4*-Turniers im Rahmen des Deutschen Spring- und Dressurderby. Die Prüfung war mit 120.000 Euro dotiert, Prüfungssponsor war die Firma J. J. Darboven.
Das Derby war das erste Hamburger Spring-Derby seit dem Jahr 2000, das nicht Teil einer Turnierserie war. In den Jahren 2001 bis 2019 war die Prüfung Teil der Riders Tour. Nach Angaben der Hamburger Turnierorganisatoren passe das veränderte Niveau der Riders Tour nicht mehr mit dem Spring-Derby zusammen. In den Jahren 2020 und 2021 wurde wegen der COVID-19-Pandemie kein Deutsches Spring-Derby ausgetragen.
Profitierend von der ebenso im Rahmen des Deutschen Spring- und Dressurderbys ausgetragenen Global-Champions-Tour-Etappe gingen auch aus dessen Starterfeld einzelne Reiter in den Qualifikationen zum 91. Deutschen Spring-Derby an den Start, so etwa Harry Charles, Mitglied der britischen Olympia-Equipe von Tokio 2020. Die Mehrheit waren extra für das Derby angereiste Reiter, überwiegend aus Deutschland und Irland.

## Qualifikationsprüfungen
Das Teilnehmerfeld der ersten Qualifikationsprüfung am 25. Mai 2022 umfasste 52 Pferde, einige Reiter waren mit zwei Pferden angetreten. Der Sieger des letzten Derbys, Nisse Lüneburg, war 2022 beim Deutschen Spring- und Dressurderby nicht am Start. Sieger in der ersten Qualifikationsprüfung war Dermott Lennon mit Gelvins Touch. In der zweiten Qualifikationsprüfung am 27. Mai 2022 beendeten zehn Reiter-Pferd-Paare den Parcours nicht. Es gewann Benjamin Wulschner mit Bangkok Girl. Wulschner, der in der ersten Qualifikationsprüfung mit seinem zweiten Pferd bereits auf den zweiten Rang gekommen war, avancierte damit zu einem der Favoriten auf den Derbysieg.

## Die Prüfung

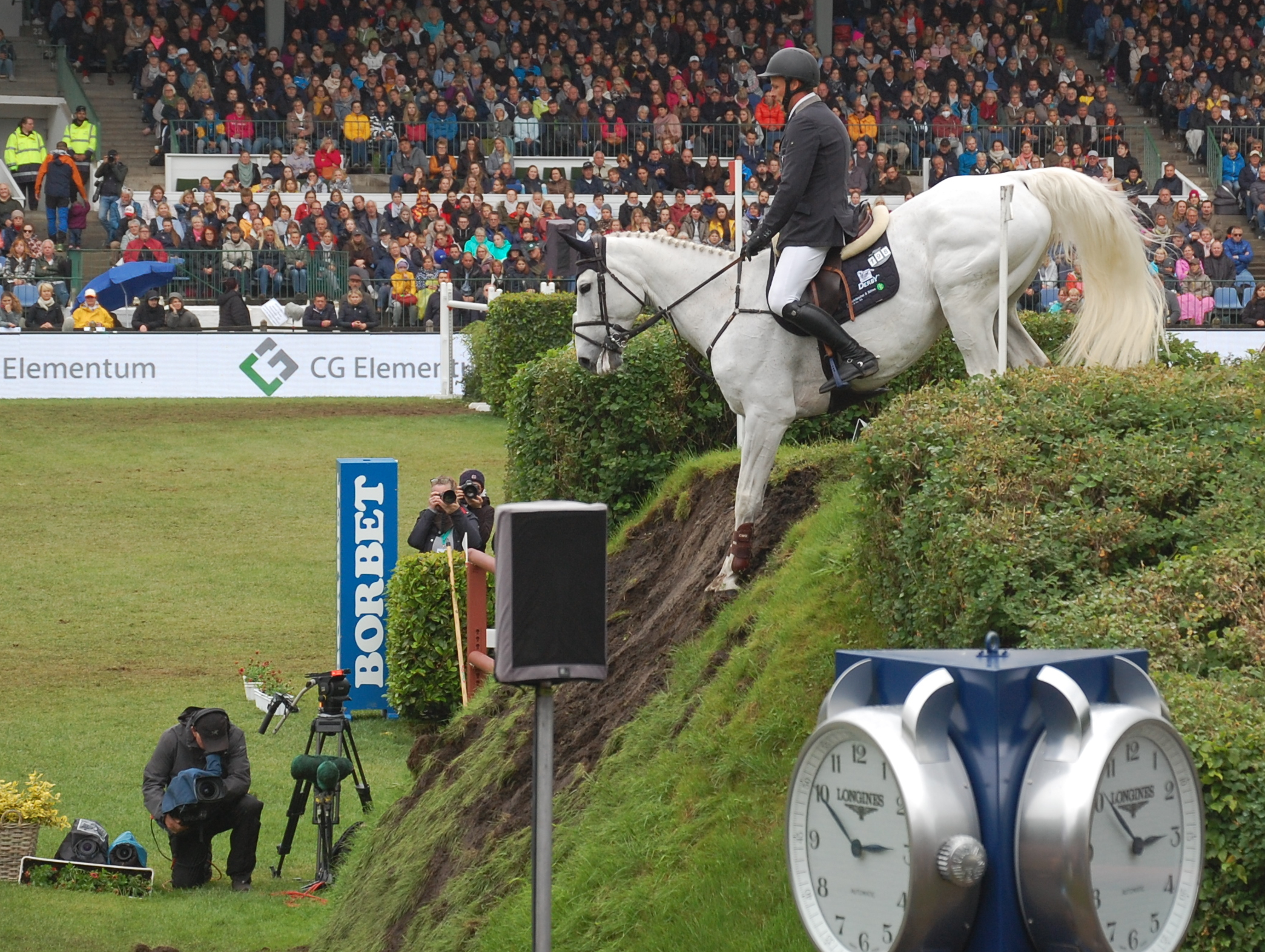
Jan Peters und Kokolores nehmen den Abstieg vom Großen Wall

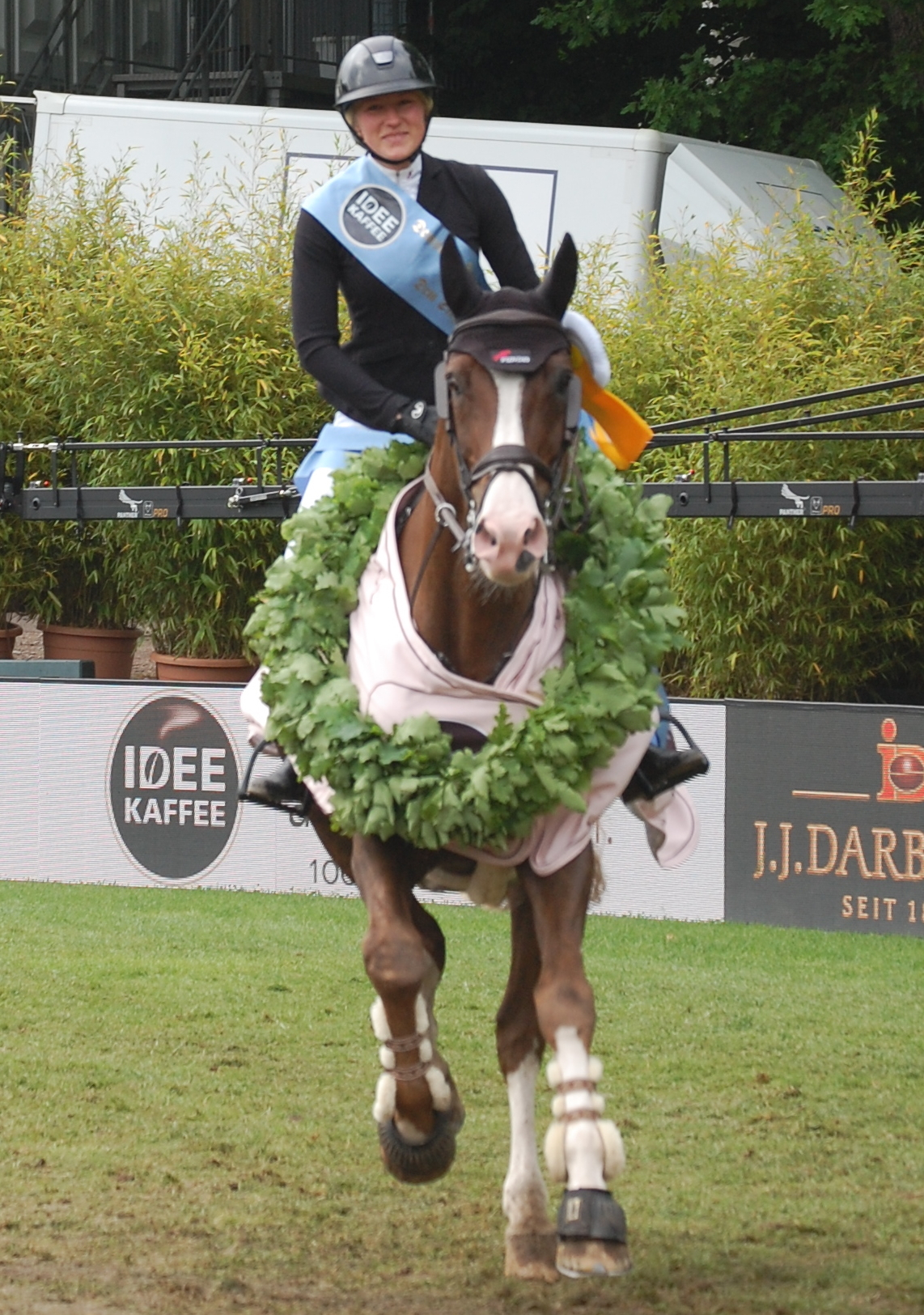
Cassandra Orschel und Dacara auf der Ehrenrunde

Alle qualifizierten Reiter, die jeweils mit einem Pferd antreten durften, mussten den seit den 1920er Jahren unveränderten, von Eduard Pulvermann erdachten, 1250 Meter langen Springkurs des Spring-Derbys überwinden.
Die regenreiche Turnierwoche hatte dem Rasenplatz in Hamburg-Klein Flottbek zugesetzt. Einige Reiter hatten auf den Start im Spring-Derby verzichtet, so dass statt der zulässigen 32 Teilnehmer nur 28 antraten.
Den ersten Ritt mit Aussicht auf eine Platzierung hatte das sechste Teilnehmerpaar. Der vor allem in der Vielseitigkeit erfolgreiche Kai Rüder kam mit seinem Pferd Cross Keys mit zwei Fehlern in das Ziel.
Die aus Hamburg stammende, für Polen reitende Debütantin Cassandra Orschel kam mit Dacara E mit vier Strafpunkten auf Rang eins.
Jan Peters trat mit seinem 19-jährigen Schimmel Kokolores an und beendete die Prüfung mit 12 Strafpunkten. Zehn Jahre zuvor hatte Kokolores das erste Mal mit seinem Reiter den Derbyparcours bestritten. Der Debütant und älteste Teilnehmer Karl-Heinz Markus († 2025) ging mit 67 Jahren erstmals beim Spring-Derby an den Start und beendete mit seinem neunjährigen Pferd Chuck den Parcours mit 20 Strafpunkten. Der Ire Dermott Lennon, Weltmeister von 2002, konnte die Prüfung wegen eines Sturzes am Großen Wall nicht beenden.
Erst das 23. Paar, Sandra Auffarth und ihre Stute La Vista, konnten mit nur einem Fehler mit Cassandra Orschel gleichziehen. Das gleiche Ergebnis gelang einen Ritt später auch Frederic Tillmann (Bruder von Gilbert Tillmann) mit dem erst achtjährigen Pferd Comanche. Mit Shane Breen und Benjamin Wulschner kamen in Folge zwei Favoriten auf 12 Strafpunkte. André Thieme war als 28. Reiter der letzte Starter. Mit seinem Pferd Contadur unterlief Thieme ein Springfehler. Damit stand fest, dass es ein Stechen der vier Reiter mit vier Strafpunkten geben würde.
Das Stechen begann mit dem Ritt von Cassandra Orschel, die ohne Fehler blieb. Sandra Auffarth kam drei Sekunden schneller in das Ziel des Stechens, hatte jedoch zwei Springfehler. Frederic Tillmann unterlief im Stechen, wie bereits im Normalumlauf, ein Springfehler an einer der „Eisenbahnschranken“, einem Steilsprung mit nur einer einzigen Stange als Hindernis. André Thieme hatte im Stechen zwei Springfehler, war jedoch über zwei Sekunden schneller als Sandra Auffarth. Cassandra Orschel stand somit bei ihrem Derbydebüt als Siegerin fest. Sie war die erste Frau seit dem Sieg von Caroline Bradley 1975, die das Deutsche Spring-Derby gewann.
Die durchschnittliche Fehleranzahl je Teilnehmer war gegenüber den letzten Spring-Derbys etwas erhöht. Alle Reiter mit 16 oder weniger Strafpunkten kamen in das Preisgeld, welches an die Plätze eins bis 12 vergeben wurde. Sandra Auffarth erhielt neben dem normalen Preisgeld einen Stilpreis für einen besonders harmonischen Ritt.
Ergebnis:
|             | Reiter            | Pferd       | 1. Umlauf | 1. Umlauf   | Stechen  | Stechen |
| Strafpunkte | Reiter            | Pferd       | Zeit (s)  | Strafpunkte | Zeit (s) |         |
| ----------- | ----------------- | ----------- | --------- | ----------- | -------- | ------- |
| 1           | Cassandra Orschel | Dacara E    | 4         | -           | 0        | 55,31   |
| 2           | Frederic Tillmann | Comanche V. | 4         | -           | 4        | 52,70   |
| 3           | André Thieme      | Contadur    | 4         | -           | 8        | 50,08   |
| 3           | Sandra Auffarth   | La Vista    | 4         | -           | 8        | 52,29   |

(Plätze eins bis vier von insgesamt 28 Teilnehmern)

## Medien
Die ersten 17 Ritte übertrug das NDR Fernsehen, nach einer Pause übernahm das ZDF die weitere Übertragung. Der deutsche IPTV-Sender ClipMyHorse zeigte die Prüfung zudem im Internet.